# Viquitexts
Viquitexts (Wikisource originalment en anglès) és una biblioteca digital en un wiki de texts originals lliures mantinguda per la Fundació Wikimedia, una organització sense ànim de lucre. El seu objectiu és albergar tota mena de texts lliures, en molts idiomes, i traduccions.
Originalment, va ser concebut com un arxiu de texts històrics importants o útils, però més endavant s'amplia el ventall de contingut fins a convertir-se en una biblioteca de contingut general. El projecte va començar oficialment el 24 de novembre de 2003 amb el nom de Projecte Sourceberg. El nom Wikisource va ser adoptat aquell mateix any i va adoptar un domini propi set mesos més tard. El juny del 2006 la versió en català de Viquitexts va aconseguir un subdomini propi i al final de 2006 ja contenia dos cents pàgines. El projecte ha rebut critiques per la manca de fiabilitat, però alhora també ha estat citat per organitzacions com l'National Archives and Records Administration (NARA).
El projecte disposa d'obres que ja han caigut en domini públic o han estat publicades amb llicència lliure i són verificables. En un principi, la verificació era fet fora de línia, o en confiar la fiabilitat d'altres biblioteques digitals.
Ara les obres incorporen la digitalització de l'obra online a través de l'extensió ProofReadPage, el que garanteix la fiabilitat i exactitud dels textos del projecte. Alguns projectes idiomàtics de Viquitexts actualment només permeten obres que incorporen l'escaneig. Encara que el gruix de la col·lecció de la biblioteca són textos, Viquitexts alberga també d'altres suports, que van des dels còmics fins a pel·lícules passant per audiollibres. Les úniques obres originals permeses a Viquitexts són les traduccions i les anotacions.